# Imphal

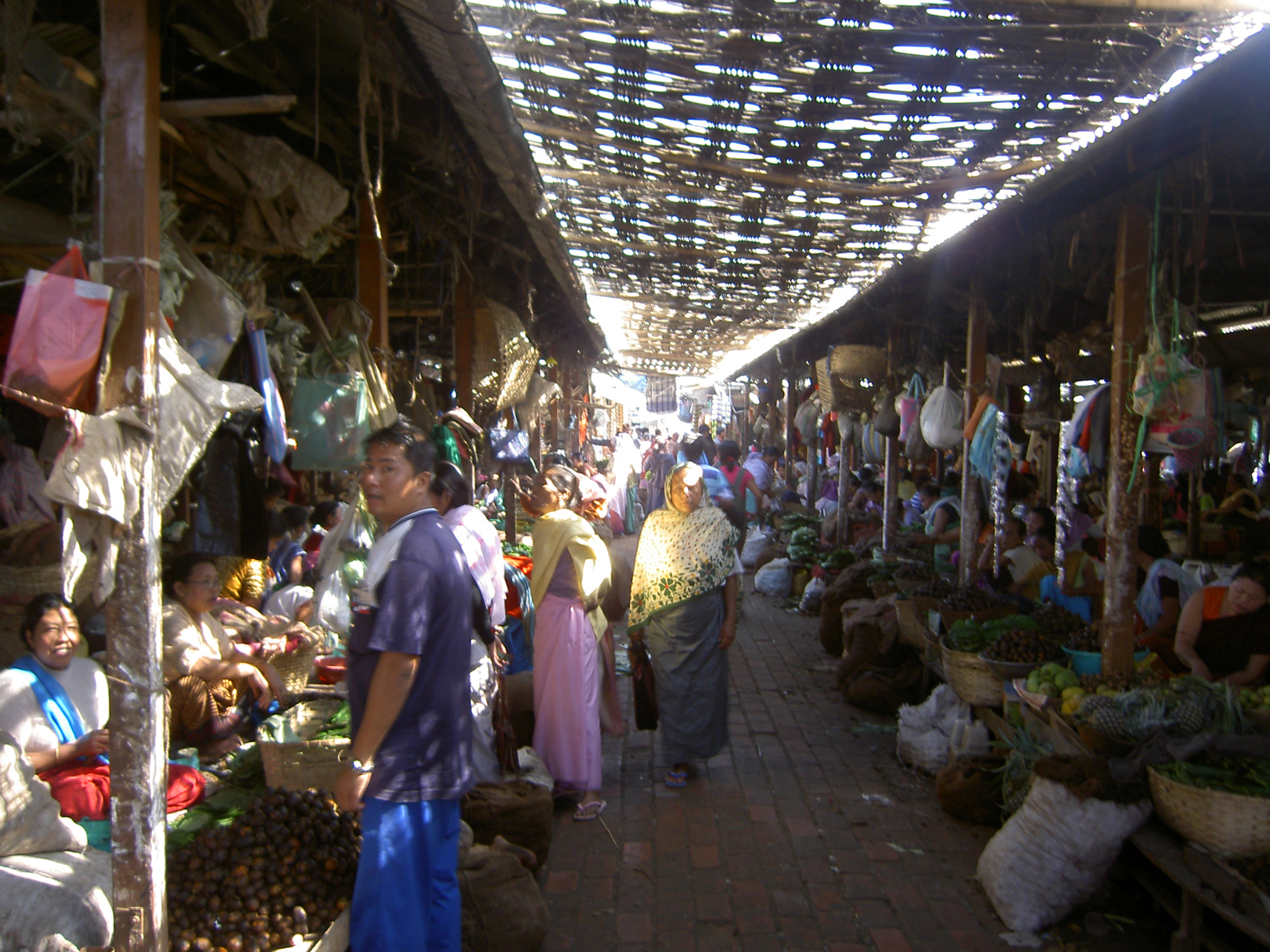
Kvinnornas marknad i Imphal.

Imphal är huvudstad i den indiska delstaten Manipur. Folkmängden uppgick till 268 243 invånare vid folkräkningen 2011, med förorter 381 816 invånare. Staden ligger längs Imphalfloden. År 1944 vann britterna slaget vid Imphal mot japanerna på platsen.